# Ultimate Fighting Championship

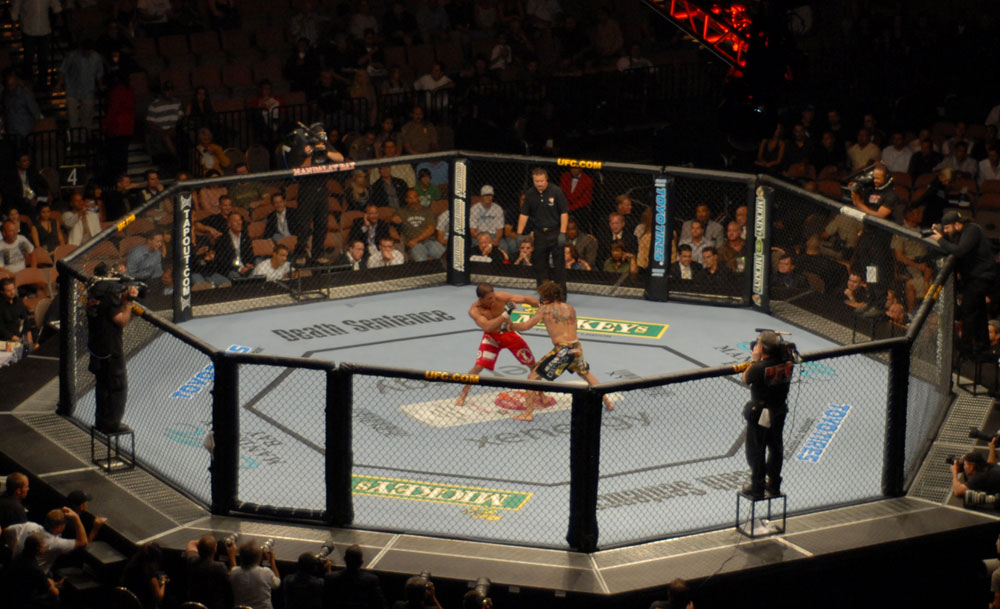
Zápas na UFC 74

Ultimate Fight Championship (UFC) je americká společnost, která provozuje profesionální organizaci ve smíšených bojových uměních (Mixed Martial Arts – MMA), sídlící v Las Vegas v Nevadě. UFC vlastní a provozuje firma Zuffa, LLC, dceřiná společnost vlastněná firmou Endeavor Group Holdings, Inc. Od roku 2011 se jedná o největší MMA organizaci na světě. Pořádá ročně několik akcí po celém světě, převážně v USA. V organizaci je 12 váhových kategorií (8 mužských a 3 ženské) a řídí se tzv. jednotnými pravidly MMA (Unified Rules of MMA). K roku 2022 již uspořádalo přes 600 událostí.
Prezidentem společnosti je Dana White a bratři Frank a Lorenzo Fertittovi vedou mateřskou společnost Zuffa, LLC. Působí zde bojovníci se znalostmi bojových umění jako jsou box, brazilské jiu-jitsu, judo, karate, kickbox, muay thai, sambo, taekwondo, zápas a další styly, které se ukázaly v reálném boji jako nejúčinnější.
První UFC akce se konala 12. listopadu 1993 v McNichols Sports Arena v Denveru v Coloradu. Účelem prvních akcí bylo porovnat různé bojové umění ve skutečném boji mezi zápasníky různých bojových stylů. Později však bojovníci začali kombinovat účinné techniky z více než pouze jedné bojové disciplíny. To nepřímo pomohlo vytvořit zcela samostatný styl bojování, dnes známý jako smíšená bojová umění – MMA.

## Rozdělení vah a šampioni

### Muži
- Muší váha (52,2 kg – 56,7 kg) – Alexandre Pantoja
- Bantamová váha (56,7 kg – 61,2 kg) – Merab Dvališvili
- Pérová váha (61,2 kg – 65,8 kg) – Alexander Volkanovski
- Lehká váha (65,8 kg – 70,3 kg) – Ilia Topuria
- Velterová váha (70,3 kg – 77,1 kg) – Jack Della Maddalena
- Střední váha (77,1 kg – 83,9 kg) – Chamzat Čimajev
- Polotěžká váha (83,9 kg – 93,0 kg) – Magomed Ankalaev
- Těžká váha (93,0 kg – 120,2 kg) – Tom Aspinall

### Ženy
- Slámová váha (do 52,2 kg) – Čang Wej-li
- Muší váha (52,2 kg – 56,7 kg) – Valentina Shevchenko
- Bantamová váha (56,7 kg – 61,2 kg) – Kayla Harrisonová

Žebříček aktualizován 14. srpna 2025.

## Žebříčky

### Muži skrze váhy
Žebříček aktualizován 1. července 2025 po UFC 317: Topuria vs. Oliveira.
| #  | Bojovník              | Rekord | Váhová kategorie |
| -- | --------------------- | ------ | ---------------- |
| 1  | Ilia Topuria          | 17-0   | Lehká váha       |
| 2  | Islam Makhachev       | 27-1   | Lehká váha       |
| 3  | Merab Dvalishvili     | 20-4   | Bantamová váha   |
| 4  | Dricus Du Plessis     | 23-2   | Střední váha     |
| 5  | Alexandre Pantoja     | 30-5   | Muší váha        |
| 6  | Alexander Volkanovski | 27-4   | Pérová váha      |
| 7  | Magomed Ankalaev      | 21-1-1 | Polotěžká váha   |
| 8  | Jack Della Maddalena  | 18-2   | Velterová váha   |
| 9  | Tom Aspinall          | 15-3   | Těžká váha       |
| 10 | Alex Pereira          | 12-3   | Polotěžká váha   |
| 11 | Max Holloway          | 26-8   | Pérová váha      |
| 12 | Belal Muhammad        | 24-4   | Velterová váha   |
| 13 | Arman Tsarukyan       | 22-3   | Lehká váha       |
| 14 | Chamzat Čimajev       | 14-0   | Střední váha     |
| 15 | Charles Oliveira      | 35-11  | Lehká váha       |

### Muži
Žebříček aktualizován 14. srpna 2025. 
| #  | Muší váha         | Bantamová váha      | Pérová váha           | Lehká váha         | Velterová váha       | Střední váha       | Polotěžká váha      | Těžká váha          |
| -- | ----------------- | ------------------- | --------------------- | ------------------ | -------------------- | ------------------ | ------------------- | ------------------- |
| C  | Alexandre Pantoja | Merab Dvališvili    | Alexander Volkanovski | Ilia Topuria       | Jack Della Maddalena | Dricus Du Plessis  | Magomed Ankalaev    | Tom Aspinall        |
| 1  | Joshua Van        | Sean O'Malley       | Movsar Evloev         | Islam Makhachev    | Belal Muhammad       | Nassourdine Imavov | Alex Pereira        | Cyril Gane          |
| 2  | Brandon Moreno    | Umar Nurmagomedov   | Diego Lopes           | Arman Tsarukyan    | Sean Brady           | Sean Strickland    | Jiří Procházka      | Alexander Volkov    |
| 3  | Brandon Royval    | Petr Yan            | Yair Rodriguez        | Max Holloway       | Shavkat Rakhmonov    | Khamzat Chimaev    | Carlos Ulberg       | Sergei Pavlovich    |
| 4  | Amir Albazi       | Cory Sandhagen      | Brian Ortega          | Charles Oliveira   | Leon Edwards         | Israel Andesanya   | Khalil Rountree Jr. | Curtis Blaydes      |
| 5  | Tatsuro Taira     | Song Yadong         | Arnold Allen          | Justin Gaethje     | Kamaru Usman         | Reinier De Ridder  | Jan Blachowicz      | Jailton Almeida     |
| 6  | Kai Kara- France  | Deiveson Figueiredo | Lerone Murphy         | Dan Hooker         | Ian Machado Garry    | Caio Borralho      | Jamahal Hill        | Waldo Cortes Acosta |
| 7  | Manel Kape        | Marlon Vera         | Aljamain Sterling     | Mateusz Gamrot     | Michael Moraes       | Anthony Hernandez  | Alexander Rakic     | Marcin Tybura       |
| 8  | Alex Perez        | Mario Bautista      | Josh Emmett           | Beneil Dariush     | Joaquin Buckley      | Robert Whittaker   | Dominick Reyes      | Serghei Spivac      |
| 9  | Asu Almabayev     | Rob Font            | Youssef Zalal         | Paddy Pimblett     | Colby Covington      | Jared Cannonier    | Volkan Oezdemir     | Derrick Lewis       |
| 10 | Steve Erceg       | Aiemann Zahabi      | Jean Silva            | Rafael Fiziev      | Gilbert Burns        | Brendan Allen      | Bogdan Guskov       | Tai Tuivasa         |
| 11 | Tagir Ulanbekov   | Henry Cejudo        | Patricio Pitbull      | Renato Moicano     | Geoff Neal           | Roman Dolidze      | Azamat Murzakanov   | Shamil Gaziev       |
| 12 | Tagir Ulanbekov   | Vinicius Oliveira   | Steve Garcia          | Michael Chandler   | Carlos Prates        | Paulo Costa        | Nikita Krylov       | Mick Parkin         |
| 13 | Ramazan Temirov   | Marcus McGhee       | David Onama           | Benoît Saint Denis | Daniel Rodriguez     | Marvin Vettori     | Johnny Walker       | Tallison Teixeira   |
| 14 | Bruno Silva       | Kyler Phillips      | Dan Ige               | Grant Dawson       | Gabriel Bonfim       | Abus Magomedov     | Zhang Mingyang      | Valter Walker       |
| 15 | Kai Asakura       | Montel Jackson      | Giga Chikadze         | Joel Álvarez       | Michael Page         | Roman Kopylov      | Alonzo Menifield    | Rizvan Kuniev       |

### Ženy skrze váhy
Žebříček aktualizován 14. srpna 2025.
| #  | Bojovník             | Rekord | Váhová kategorie |
| -- | -------------------- | ------ | ---------------- |
| 1  | Valentina Shevchenko | 24–4–1 | Muší váha        |
| 2  | Čang Wej-li          | 26–3   | Slámová váha     |
| 3  | Kayla Harrisonová    | 19–1   | Bantamová váha   |
| 4  | Manon Fiorot         | 12–2   | Muší váha        |
| 5  | Julianna Peňa        | 13–6   | Bantamová váha   |
| 6  | Natalia Silva        | 19–5–1 | Muší váha        |
| 7  | Alexa Grasso         | 16–5–1 | Muší váha        |
| 8  | Erin Blanchfield     | 13–2   | Muší váha        |
| 9  | Virna Jandiroba      | 22–3   | Slámová váha     |
| 10 | Raquel Pennington    | 16–10  | Bantamová váha   |
| 11 | Tatiana Suarez       | 11–1   | Slámová váha     |
| 12 | Rose Namajunas       | 15–7   | Muší váha        |
| 13 | Yan Xiaonan          | 19–5   | Slámová váha     |
| 14 | Amanda Lemos         | 15–4–1 | Slámová váha     |
| 15 | Maycee Barber        | 14–2   | Muší váha        |

### Ženy
Žebříček aktualizován 14. srpna 2025.
| #  | Slámová váha      | Muší váha            | Bantamová váha        |
| -- | ----------------- | -------------------- | --------------------- |
| C  | Zhang Weili       | Valentina Shevchenko | Kayla Harrison        |
| 1  | Virna Jandiroba   | Natalia Silva        | Julianna Peña         |
| 2  | Tatiana Suarez    | Manon Fiorot         | Raquel Pennington     |
| 3  | Yan Xiaonan       | Alexa Grasso         | Ketlen Vieira         |
| 4  | Amanda Lemos      | Erin Blanchfield     | Norma Dumont          |
| 5  | Jéssica Andrade   | Jasmine Jasudavicius | Macy Chiasson         |
| 6  | Mackenzie Dern    | Maycee Barber        | Irene Aldana          |
| 7  | Iasmin Lucindo    | Rose Namajunas       | Ailin Perez           |
| 8  | Tabatha Ricci     | Tracy Cortez         | Mayra Bueno Silva     |
| 9  | Gillian Robertson | Jéssica Andrade      | Karol Rosa            |
| 10 | Amanda Ribas      | Miranda Maverick     | Yana Santos           |
| 11 | Loopy Godinez     | Karine Silva         | Jacqueline Cavalcanti |
| 12 | Angela Hill       | Casey O'Neill        | Nora Cornolle         |
| 13 | Tecia Pennington  | Wang Cong            | Miesha Tate           |
| 14 | Loma Lookboonmee  | JJ Aldrich           | Joselyne Edwards      |
| 15 | Denise Gomes      | Eduarda Moura        | Daria Zhelezniakova   |

## Rekordy v UFC
| Rekord                                      | Bojovník                                    | Číslo                               |
| ------------------------------------------- | ------------------------------------------- | ----------------------------------- |
| Nejmladší šampion                           | Jon Jones                                   | 23 let, 8 měsíců                    |
| Nejstarší šampion                           | Randy Couture                               | 45 let, 146 dní                     |
| Nejdéle vládnoucí šampion                   | Anderson Silva                              | 2 457 dní (6 let, 8 měsíců, 22 dní) |
| Nejvíce zisků titulu šampiona               | Randy Couture                               | 5                                   |
| Nejvíce zápasů                              | Jim Miller                                  | 38                                  |
| Nejvíce vítězství                           | Jim Miller                                  | 24                                  |
| Nejvíce ukončení                            | Charles Oliveira                            | 18                                  |
| Nejvíce knockoutů                           | Derrick Lewis                               | 13                                  |
| Nejvíce submisí                             | Charles Oliveira                            | 15                                  |
| Nejvíce výher na body                       | Georges St-Pierre                           | 12                                  |
| Nejvíce výher v titulových zápasech         | Jon Jones                                   | 14                                  |
| Nejvíce titulových zápasů                   | Randy Couture, Georges St-Pierre, Jon Jones | 15                                  |
| Nejvíce po sobě jdoucích titulových obhajob | Demetrious Johnson                          | 11                                  |
| Nejdelší série vítězství                    | Anderson Silva                              | 16                                  |
| Nejvíce pozápasových ocenění                | Donald Cerrone                              | 18                                  |
| Nejvíce ocenění za výkon večera             | Charles Oliveira                            | 9                                   |
| Nejvíce ocenění za knockout večera          | Anderson Silva                              | 7                                   |
| Nejvíce ocenění za submisi večera           | Joe Lauzon                                  | 6                                   |
| Nejvíce ocenění za zápas večera             | Edson Barboza, Nate Diaz, Frankie Edgar     | 8                                   |
| Nejvíce celkového času v zápasech           | Frankie Edgar                               | 6:02:51                             |
| Nejkratší průměrná doba zápasu              | Drew McFedries                              | 2:20                                |
| Nejvíce takedownů v jednom zápase           | Khabib Nurmagomedov                         | 21 z 27 pokusů                      |
| Nejrychlejší knockout                       | Jorge Masvidal                              | 0:05                                |
| Nejrychlejší submise                        | Oleg Taktarov                               | 0:09                                |
| Nejrychlejší knockout v titulovém zápase    | Conor McGregor                              | 0:13                                |
| Nejrychlejší submise v titulovém zápase     | Ronda Rousey                                | 0:14                                |

## Češi a Slováci v UFC

### Čeští zástupci
Jiří Procházka (polotěžká váha). Dřívější zástupci: Karlos Vémola, Viktor Pešta,David Dvořák, Lucie Pudilová.
- O smlouvu v UFC zabojovali v létě roku 2022 v UFC Dana White's Contender Series také Matěj Peňáz (střední váha) a Tereza Bledá (ženská muší váha). Peňáz konkrétně bojoval 30. srpna (Contender Series 2022 – 6. týden), kdy prohrál proti Sedriquesu Dumasovi v prvním kole po 47 vteřinách boje via submission (Guillotine Choke). Bledá pak zápasila o týden později, tedy 6. září (Contender Series 2022 – 7. týden) proti soupeřce Nayara Maia, kterou sice dokázala dominantně porazit jednomyslným bodovým rozhodnutím (3:0), Dana White ale ani přesto nebyl s jejím výkonem dostatečně spokojený, a proto Tereza smlouvu s UFC ani navzdory dominantního vítězství nedostala. Dříve se o to pokoušel také Michal Martínek, který bohužel prohrál a do UFC mu smlouva taktéž nabídnuta nebyla.
- V říjnu roku 2022 přišla zničehonic novinka ohledně Terezy Bledé, a sice že i přes původní neúspěch v Contender Series, podepsala Bledá smlouvu s UFC na 4 zápasy.[6] První zápas má mít již 19. listopadu na turnaji UFC Fight Night: Lewis vs. Spivak. Její soupeřkou bude brazilská bojovnice Natália Silva s rekordem 13–5–1.

### Slovenští zástupci
Ludovít Klein (pérová váha / lehká váha). Dřívější zástupci: Martin Buday.